# Liste von Sakralbauten in Opole
Die Liste von Sakralbauten in Opole enthält ehemalige und noch heute stehende Sakralbauten aller religiösen Gemeinschaften innerhalb der gegenwärtigen Stadtgrenzen von Opole.

## Liste
| Bild                   | Name                                                        | Lage                                              | Bauzeit                | Verwendung                       | Anmerkungen, Baustil |
| ---------------------- | ----------------------------------------------------------- | ------------------------------------------------- | ---------------------- | -------------------------------- | --- |
|                        | Adalbertkapelle                                             | Mały Rynek (Standort)                             | 1663                   | röm.-kath.                       | |
|                        | Alexiuskapelle                                              | ul. Szpitalna (Standort)                          | 1241                   | röm.-kath.                       | Gotische Kapelle mit barocker Innenausschmückung |
|                        | St. Anna                                                    | ul. Jagiełły Opole-Chmielowice (Standort)         | 1864–1990              | röm.-kath.                       | |
|                        | St. Anna                                                    | ul. Jagiełły Opole-Czarnowąsy (Standort)          | 1684–1688              | röm.-kath.                       | Die Schrotholzkirche brannte 2005 komplett nieder und wurde bis 2007 originalgetreu rekonstruiert.                                                                    |
|                        | St. Barbara                                                 | Kollanowitz (Standort)                            | 1678                   | röm.-kath.                       | Schrotholzkirche bis 1811 am heutigen Plac Wolności, seit 1813 in Kollanowitz                                                                                         |
|                        | Bergelkirche                                                | ul. sw. Wojciecha (Standort)                      | 2002–2009              | röm.-kath.                       | |
|                        | Christkönigskirche                                          | ul. Irydowej 23 (Standort)                        | 1983–1984              | röm.-kath.                       | |
|                        | Ceslauskirche                                               | ul. Hallera 21 (Standort)                         | 1983–1984              | röm.-kath.                       | |
|                        | Dominikanerkloster                                          | Plac Kopernika (Standort)                         |                        | Kloster                          | Ehemalige Klosteranlage der Dominikaner - Heute Sitz der Universität Opole (Collegium Maius)                                                                          |
|                        | Evangelisch-Augsburgische Kirche                            | ul. Pasieczna 12 (Standort)                       | 1968                   | ev. - A. B.                      | |
|                        | Franziskanerkirche                                          | ul. Zamkowa (Standort)                            | 1241                   | röm.-kath.                       | |
|                        | Franziskanerkloster                                         | ul. Zamkowa (Standort)                            |                        | röm.-kath.                       | |
|                        | Friedhofskapelle (ul. Wrocławska)                           | ul. Wrocławska (Standort)                         | 1902                   | röm.-kath.                       | Friedhofskapelle des ehemaligen Friedhofs an der Breslauer Straße - zurzeit baufällig                                                                                 |
|                        | Friedhofskapelle (Hauptfriedhof)                            | ul. Cmentarna (Standort)                          | 1920                   | röm.-kath.                       | |
|                        | St. Hedwig                                                  | ul. Wojciecha Drzymały (Standort)                 | 2000                   | röm.-kath.                       | |
|                        | St. Hedwig (Malina)                                         | ul. Teligi 83 (Standort)                          | 1989–1993              | röm.-kath.                       | |
| \| Heilig-Geist-Kirche | ul. Ogrodowa 4 Opole-Winów (Standort)                       | 1983–1987                                         | röm.-kath.             |                                  | |
|                        | Herz-Jesu-Kirche                                            | ul. Ojca Józefa Czaplaka 1 (Standort)             | 1930                   | röm.-kath.                       | |
|                        | St. Hyazinth                                                | ul. Tysiąclecia 11 (Standort)                     | 1981–1989              | röm.-kath.                       | |
|                        | St. Johannes Nepomuk                                        | ul. Opolska 32 Opole-Sławice (Standort)           | 1931                   | röm.-kath.                       | |
|                        | St. Josef                                                   | ul. Prószkowska 74 Opole-Szczepanowice (Standort) | 1928–1929              | röm.-kath.                       | |
|                        | St. Josef                                                   | ul. Wrocławska 53 Opole-Wrzoski (Standort)        | 1982–1988              | röm.-kath.                       | |
|                        | Kathedrale zum Heiligen Kreuz                               | ul. Katedralna 2 (Standort)                       | 13. Jahrhundert        | röm.-kath.                       | |
|                        | St. Karl Borromäus                                          | ul. Chabrów 74 (Standort)                         |                        | röm.-kath.                       | |
|                        | St. Katharina                                               | ul. Popiełuszki 13 (Standort)                     | 1880–1883              | röm.-kath.                       | |
|                        | Kloster Arme Schulschwestern von Unserer Lieben Frau        | Mały Rynek (Standort)                             |                        | röm.-kath.                       | Großteil der Anlage wurde im Zweiten Weltkrieg zerstört. |
|                        | Kreuzkirche                                                 | pl. Piłsudskiego Józefa (Standort)                | 15. Jahrhundert        | röm.-kath.                       | Ehemalige Schrotholzkirche außerhalb der Stadtmauern in der Odervorstadt (polnisch Zaodrze) – 1811 zerlegt – Im Bild unten rechts                                     |
|                        | Mariä-Himmelfahrt-Kirche                                    | ul. Wiejska 101 (Standort)                        | 1933                   | röm.-kath.                       | |
|                        | St. Michael                                                 | ul. ks. Bolesława Domańskiego 4 (Standort)        | 1936–1937              | röm.-kath.                       | |
|                        | Kirche der Mutter Gottes, der Königin von Polen             | ul. Oświęcimska 132 (Standort)                    |                        | röm.-kath.                       | |
|                        | St. Norbert                                                 | Plac Klasztorny 3 Opole-Czarnowąsy (Standort)     | 13. Jahrhundert / 1777 | röm.-kath.                       | |
|                        | St. Peter und Paul                                          | Plac Mickiewicza (Standort)                       | 1923–1925              | röm.-kath.                       | |
|                        | Schlosskapelle                                              | Ostrówek (Standort)                               | 1307                   | röm.-kath.                       | Die Schlosskapelle war durch einen Wehrgang mit dem ehemaligen Piastenschloss verbunden. Sie wurde zwischen 1928 und 1931 zusammen mit dem Piastenschloss abgerissen. |
|                        | Sebastianskapelle                                           | Plac Sebastiana (Standort)                        | 1680–1696              | röm.-kath.                       | |
|                        | Synagoge Hafenstraße                                        | Ul. Szpitalna (Standort)                          | 1897                   | jüd. zerstört                    | |
|                        | Synagoge Hospitalstraße                                     | Ul. Szpitalna (Standort)                          | 1241                   | ehemals jüdisch, heute TVP Opole | |
|                        | Kirche des Unbefleckten Herzens der Heiligen Jungfrau Maria | ul. Mickiewicza 15A Opole-Świerkle (Standort)     | 1949                   | röm.-kath.                       | |
|                        | Kirche Unserer Lieben Frau von der Immerwährenden Hilfe     | Ul. Szpitalna (Standort)                          | 1902–1905              | röm.-kath.                       | |
|                        | Kirche von der Verklärung des Herrn                         | ul. Grota-Roweckiego 3 (Standort)                 | 1984–1993              | röm.-kath.                       | |